# Parada de Soto
Parada de Soto es una localidad del municipio leonés de Trabadelo, en la Comunidad Autónoma de Castilla y León. 
La iglesia está dedicada a san Esteban.

## Localidades limítrofes
Confina con las siguientes localidades:
- Al norte con Trabadelo.
- Al este con Pereje.
- Al sureste con Dragonte.
- Al suroeste con Moral de Valcarce.
- Al oeste con Sotoparada.
- Al noroeste con San Fiz do Seo.

## Demografía
Evolución de la población
| Gráfica de evolución demográfica de Parada de Soto entre 2000 y 2017 |
|                                                                      |
| Población de derecho (2000-2017) según el padrón municipal del INE   |

## Historia
Así se describe a Parada de Soto en el tomo XII del Diccionario geográfico-estadístico-histórico de España y sus posesiones de Ultramar, obra impulsada por Pascual Madoz a mediados del siglo XIX:

Lugar en la provincia de León (20 leguas), partido judicial y abadía de Villafranca del Bierzo (2), diócesis de Astorga, audiencia territorial y capitanía general de Valladolid, ayuntamiento de Trabadelo. Situado en un declive inmediato a la falda del monte de la Nevera, a la derecha del arroyo llamado Parada; su clima es templado, sus enfermedades más comunes pulmonías, dolores de costado, fiebres y viruelas. Tiene 18 casas, iglesia anejo de Trabadelo dedicada a San Esteban, y una fuente de buena aguas. Confina con la matriz, Moral, Cadafresnes y Soto Parada. El terreno es de mediana calidad y de secano en su mayor parte; por él corren las aguas del mencionado arroyo Parada. El monte está poblado de mata baja, de roble y brezo. Los caminos dirigen a los pueblos limítrofes; recibe la correspondencia de la Vega del Valcarce. Producciones: granos, patatas, castañas, legumbres y pastos; cría ganado vacuno, cabrío y lanar. Población: 18 vecinos, 80 almas. Contribución: con el ayuntamiento.
Diccionario geográfico-estadístico-histórico de España y sus posesiones de Ultramar